# Paleis van Justitie (Surabaya)
Het Paleis van Justitie in Surabaya, Indonesië, was een gebouw uit 1895 ontworpen door ingenieurs van Waterstaat en Marius Hulswit. Tijdens de Slag om Surabaya na de Tweede Wereldoorlog werd het gebouw dusdanig beschadigd dat het in 1945 werd afgebroken.

## Geschiedenis
Ingenieurs van Waterstaat hadden een schetsontwerp voor de bouw van een nieuwe pand voor de Raad van Justitie gemaakt en zij vroegen architect Marius Hulswit in 1894 het bouwtechnisch te controleren en te bouwen. Hulswit was net aangekomen uit Nederland met vrouw en kind om een nieuw leven op te bouwen in Nederlands-Indië. Hij was architect en daar was een groot gebrek aan in Indië. Vanwege deze opdracht vertrok hij met zijn familie van Batavia naar Surubaya. De ingenieurs van Waterstaat hadden hun ontwerp gebaseerd aan de hand van de standaardboeken die aanwezig waren maar die uitgingen van Europees perspectief. In Indië was de situatie anders en moest men, bij gebrek aan bepaalde bouwmaterialen, veel improviseren.
Tijdens de bouw in april 1895 stortte een deel van het dak in doordat pilaren te vroeg belast werden. Het pand kwam in augustus 1895 gereed maar nadien zouden delen van het pand verder inzakken. Door voortdurend de naden met cement te vullen viel dit niet op.
Het gebouw bestond uit een middendeel met twee vleugels. Het middendeel was in classicistische stijl gebouwd en de twee vleugels in Indische empirestijl. Het gebouw werd opgenomen in het Gedenkboek van het Koninklijk Instituut van Ingenieurs dat getoond werd bij de Wereldtentoonstelling van 1900 in Parijs.
Bij de Slag om Surabaya in 1945 werd het gebouw zodanig beschadigd dat het nadien gesloopt werd.

## Galerij

Instorting van de vestibule tijdens de bouw in 1895.

## Bron
1. 1 2  Norbruis, Obbe (2018): Alweer een sieraad voor de stad: het werk van Ed. Cuypers en Hulswit - Fermont in Nederlands Indië 1897 - 1927, Volendam, LM Publishers, ISBN 9789460224690 blz. 20